# Saturnia subrubicunda
Saturnia subrubicunda är en fjärilsart som beskrevs av Schultz. 1932. Saturnia subrubicunda ingår i släktet Saturnia och familjen påfågelsspinnare. Inga underarter finns listade.